# 앤드리아 톰프슨
앤드리아 톰프슨(Andrea Thompson, 1959년 1월 6일 ~ )는 미국의 배우이다.